# Reinhold Tüxen
Reinhold Tüxen (né le 21 mai 1899 à Ulsnis (province du Schleswig-Holstein) et mort le 16 mai 1980 à Rinteln) est un botaniste et phytosociologue allemand. Il est avec Erich Oberdorfer (en) l'un des promoteurs et fondateurs de la phytosociologie moderne en Allemagne.